# シーディーネットワークス・ジャパン
シーディーネットワークス・ジャパン（英: CDNetworks Japan Co., Ltd）は、グローバルに展開するネットワーク関連企業である。2000年の韓国法人から始まり、日本法人は2005年に設立された。また、2011年の11月にKDDI株式会社より出資を受け系列会社となったが、2017年3月に香港Wangsu Science & Technology Company Limited.へKDDIより株式が譲渡され、現在香港Wangsu Science & Technology Co.,Ltd.の系列会社である。
CDNetworksは、日本、韓国、中国、シンガポール、アメリカ、イギリス、カナダに現地法人を置きCDN（コンテンツ・デリバリ・ネットワーク）プロバイダとして配信インフラ及び配信拠点を継続的に確保し、グローバルにサービスを展開している。 
CDNetworksは、世界100都市以上、200箇所を超える主要な配信拠点から構成されるグローバルなコンテンツ配信網によるトラフィックの負荷分散を基盤に、Webサイトの高速配信、大容量ファイルの高速ダウンロード、高画質動画やライブの高速配信、Webアプリケーションの高速配信などのCDNサービスを提供するとともにクラウド型のDNS、ロードバランサ、ストレージなどを提供している。また、近年ではクラウド型のWebセキュリティサービス（DDoS対策、WAF対策、BOT対策）やグローバル拠点間でのVPN、FTP、HTTP、VoIPなどさまざまな通信高速化のためのサービスも提供している。